# Botticino
Botticino ist eine italienische Gemeinde in der Provinz Brescia, Lombardei. Auf einer Grundfläche von 18 km² zählt Botticino 10.722 Einwohner (Stand 31. Dezember 2023).

## Söhne und Töchter der Stadt
- Giovanni Paolo Maggini (1580–1632), italienischer Geigenbauer

## Wirtschaft
Bekannt ist die Gemeinde durch den Abbau des Natursteins Botticino und den Anbau von Wein.

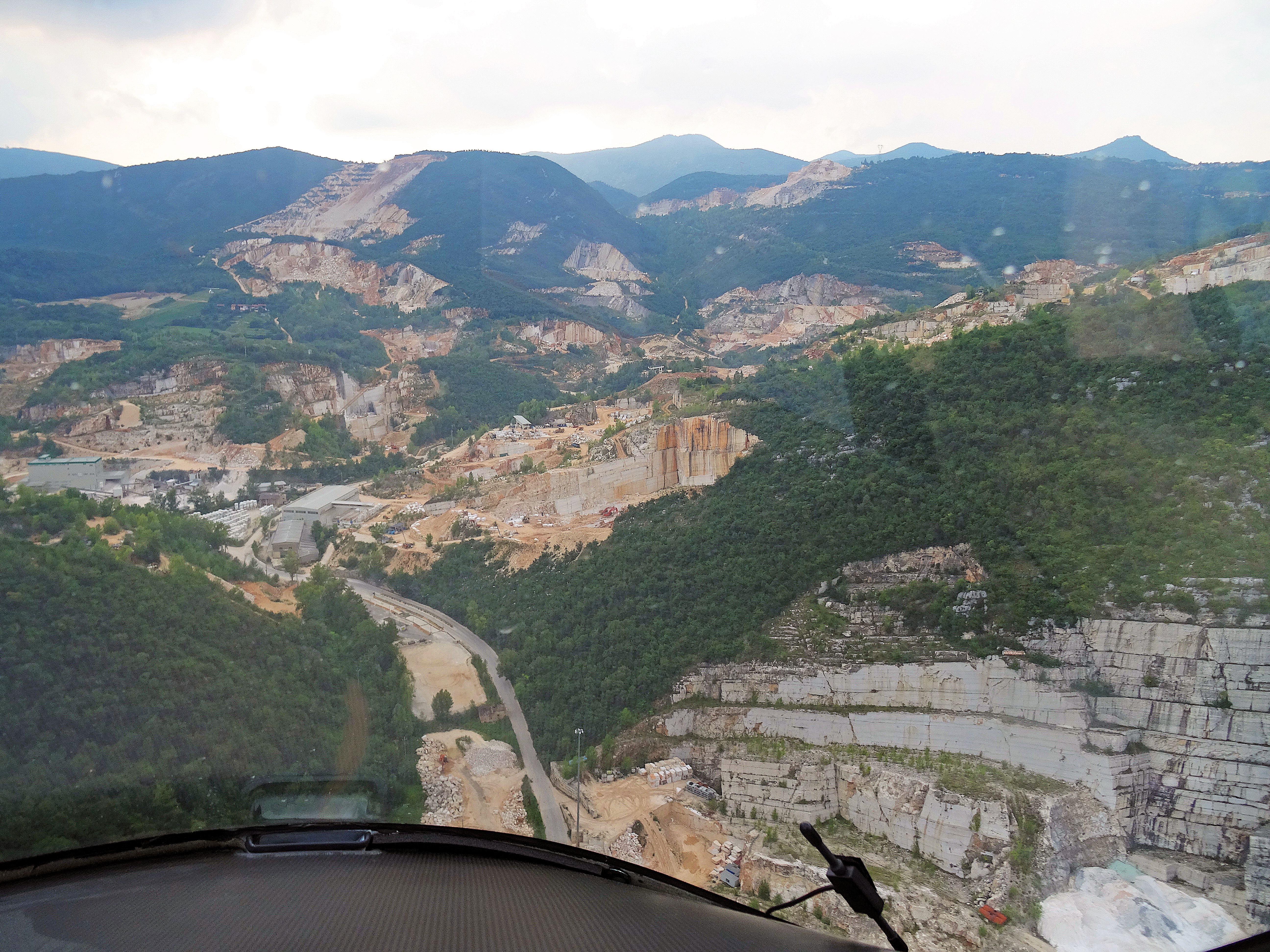
Luftaufnahme eines Steinbruchs bei Botticino (Provinz Brescia, Italien)

### Naturstein
Um den Ort Botticino befinden sich mehr als 30 Steinbrüche, die den Naturstein Botticino mit den Handelsbezeichnungen Botticino Fiorito, Botticino Classico und Botticino Semiclassico weltweit verkaufen. Es handelt sich um einen Kalkstein, der populär auch als Marmor bezeichnet wird, weil er polierfähig ist.

### Weinbau
In den Gemeinden Botticino, Rezzato und Brescia, bzw. Teilen davon wird ein Rotwein mit dem Namen Botticino angebaut, der seit 1968 den Status einer „kontrollierten Herkunftsbezeichnung“ („Denominazione di origine controllata“ – DOC) hat.

#### Erzeugung
Folgende Rebsorten müssen bei der Erzeugung verwendet werden:
- mindestens 30 % Barbera
- mindestens 10 % Schiava Gentile
- mindestens 20 % Marzemino, der lokal auch „Berzemino“ genannt wird
- mindestens 10 % Sangiovese

#### Beschreibung
- Farbe: rubinrot mit granatroten Reflexen
- Geruch: weinig und intensiv
- Geschmack: trocken, harmonisch, leicht tanninhaltig
- Alkoholgehalt: mindestens 11,5 Vol.-%
- Säuregehalt: mind. 5,0 g/l
- Trockenextrakt: mind. 20,0 g/l[2]

Für das Prädikat Riserva sind mindestens 12,5 Vol.-% Alkohol und 22 g/l Trockenextrakt vorgeschrieben; außerdem müssen die Weine mindestens zwei Jahre (kann auch in Holzfässern sein) gelagert werden.